# Здоня
Здоня (пол. Zdonia) — село в Польщі, у гміні Заклічин Тарновського повіту Малопольського воєводства.
Населення — 542 особи (2011).
У 1975-1998 роках село належало до Тарновського воєводства.

## Демографія
Демографічна структура станом на 31 березня 2011 року:
|          | Загалом | Допрацездатний вік | Працездатний вік | Постпрацездатний вік |
| -------- | ------- | ------------------ | ---------------- | -------------------- |
| Чоловіки | 270     | 59                 | 179              | 32                   |
| Жінки    | 272     | 68                 | 151              | 53                   |
| Разом    | 542     | 127                | 330              | 85                   |